# Paul Elvstrøm
Paul Elvstrøm (Hellerup, 25. veljače 1928. - Hellerup, 7. prosinca 2016.) bio je danski jedriličar, četverostruki olimpijski pobjednik.
Odrastao je u Kopenhagenu, gdje je počeo jedriti od malih nogu. Ušao je u povijest po dva olimpijska rekorda. Jedan od njih, kasnije je nadmašen, po broju nastupa na Olimpijskim igrama i drugi, još uvijek aktualni za najveći broj uzastopnih zlatnih medalja u istoj specijalnosti.

## Karijera
Uz svoje olimpijske uspjehe, Elvstrøm je ostvario pobjede na impresivnom broju natjecanja, uključujući 15 svjetskih prvenstava u jedrenju (u osam različitih klasa uključujući: Soling, Star, Flying Dutchman, 505, Snipe i Finn) i 8 europskih prvenstava.
Osim sportskih rezultata, Elvstrøm je dao doprinos jedrenju kako u smislu inovacija u regatnim propisima tako i tehnološkim inovacijama u opremi plovila (Elvstrøm ekstraktori) i jedriličarskoj odjeći. Dizajner je broda Trapez.
Kao zanimljivost, u zadnja dva olimpijska nastupa natjecao se u klasi Tornado zajedno sa svojom kćeri Trinne. To je također mali rekord jer je to jedini dvojac otac/kći koji je nastupio na Olimpijskim igrama. Godine 1996. proglašen je "danskim sportašem stoljeća".
Godine 2007. Elvstrøm je bio među prvih šest primljenih u ISAF-ovu Kuću slavnih jedrenja.

## Olimpijski rekordi
Do 1996. Elvstrøm te olimpijci: Durward Knowles, Hubert Raudaschl, Piero i Raimondo D'Inzeo i (prva dva su jedriličari, a D'Inzeo iz konjičkoga sporta), s osam sudjelovanja bili su sportaši s najvećim brojem olimpijskih sudjelovanja. Elvstrøm se natjecao u: Londonu 1948., Helsinkiju 1952., Melbourneu 1956., Rimu 1960., Mexico Cityju 1968., Münchenu 1972., Los Angelesu 1984. i Seulu 1988. Da nije iz raznih razloga propustio izdanja 1964., 1976. i 1980., mogao je doseći nevjerojatnu kvotu od 11 sudjelovanja u 40 godina olimpijske karijere. Godine 1996. Hubert Raudaschl, također jedriličar, austrijske nacionalnosti, nadmašio je taj rekord sudjelujući (u Atlanti) na Igrama po deveti put.
Drugi rekord, koji drži zajedno s Carlom Lewisom, Alom Oerterom i Michaelom Phelpsom, sastoji se u tome što je uspio osvojiti pojedinačno olimpijsko zlato u četiri uzastopna izdanja (od 1948. do 1960.), prvo u klasi Firefly i ostala u klasi Finn. Međutim, detalj promjene klase jedrenja (klasa Finn uvedena je 1950.) čini Amerikance Oertera (bacanje diska, atletika), Lewisa (skok u dalj, atletika) i Phelpsa (200 metara mješovito, plivanje) jedinima koji osvojili su 4 uzastopne zlatne olimpijske medalje u istoj specijalnosti.